# 高保寧
高 保寧（こう ほねい、生年不詳 - 583年）は、中国の北斉の軍人。高宝寧とも書かれる。本貫は代郡。

## 経歴
武平末年、北斉の営州刺史となり、黄龍に駐屯した。北周の軍が北斉の都の鄴に迫ると、幽州行台の潘子晃が黄龍の兵を召集したので、保寧は契丹・靺鞨の1万騎あまりを率いて救援に向かった。北平にいたって、潘子晃が薊をすでに出発したと知り、また鄴都が陥落したと聞いて、営州に帰還した。北周の武帝が招諭の使者を派遣してきたが、その勅書を受け取らなかった。范陽王高紹義が突厥の保護の下で、北斉の皇帝を称すると、保寧は丞相に任ぜられた。盧昌期が范陽城に拠って起兵すると、保寧は高紹義の兵数万騎を率いて救援に向かった。潞河にいたって、北周の将軍の宇文神挙が范陽を落としたことを知ると、保寧は黄龍に帰り、北周に仕えようとはしなかった。
開皇2年（582年）5月、保寧は隋の平州に侵攻した。開皇3年（583年）4月、隋の行軍総管の陰寿に黄龍で敗れた。保寧は城を棄てて磧北に逃れた。陰寿が撤退し、開府の成道昂が黄龍に残ると、保寧は子の高僧伽に黄龍城下を略奪して去らせた。まもなく保寧は契丹や靺鞨の兵を率いて黄龍に進攻し、成道昂を苦しめた。陰寿は保寧の部下の趙世模や王威を調略して降した。保寧は契丹に逃れ、部下の趙修羅に殺害された。

## 伝記資料
- 『北斉書』巻41 列伝第33
- 『北史』巻53 列伝第41